# Песчаный краулер

Песча́ный кра́улер (также сандкра́улер, кра́улер; англ. sandcrawler — песчаный ползун) — вымышленное транспортное средство расы джава из «Звёздных войн». Был впервые показан в фильме «Звёздные войны. Эпизод IV: Новая надежда».
Представляет собой гигантскую машину на гусеничной тяге около 20 метров высотой и около 40 в длину, служащую мобильным домом-крепостью для целого клана джава. Джава использовали краулер для передвижения по пустыням планет Татуин и Арвала-7. Краулер оснащен пассажирским отсеком, грузовым отсеком, кабиной экипажа, термоядерным паровым двигателем, цехом переработки металлолома, у краулера также имеется магнитная труба, способная всасывать внутрь лом и дроидов. Краулеры изготовлялись корпорацией Corellia Mining Corporation для металлургических компаний. Когда компании покинули Татуин, они бросили там краулеры и те были заняты джава. Для джава основным занятием была торговля дроидами, которых они находили, джава также занимались переплавкой металла. Краулер мог вместить до 1500 дроидов.

## Происхождение и дизайн
Дизайн песчаного краулера был вдохновлен фотографиями марсохода, разработанного НАСА. Краулер был задуман большим, старым, очень ржавым. Передняя часть транспортного средства должна была иметь ковш, напоминающий рот, который опускался бы с помощью гидравлики, чтобы подбирать предметы, например, мусоровоз. Первоначальный дизайн был усовершенствован, краулер стал выше и более необычным с виду. Окончательный дизайн был создан 5 апреля 1975 года.

## Производство
Декорация краулера была доставлена в Тунис, где проходили съемки, из Англии. Известнейшему мастеру спецэффектов Джону Стирсу и его команде потребовалось четыре дня, чтобы переместить краулер на тридцать миль в тунисскую пустыню. Когда он был полностью собран, он имел девяносто футов в длину, гусеницы были почти в два раза выше человека и были покрыты песком и грязью, чтобы придать им «использованный» вид. В ночь перед тем, как должна была быть снята сцена с джава, песчаная буря разнесла всё на части, и потребовался день, чтобы снова собрать всё вместе, и дополнительный день, чтобы снять сцену. Впоследствии превращение краулера в «сгоревшую тушу», согласно сценарию, заняло ещё один день.
Строительство песчаного краулера вызвало интерес у правительства Ливии, которое направило инспекторов к границе, чтобы убедиться, что это не настоящая военная машина.

## Образ в культуре
Сандкраулер — один из популярных конструкторов LEGO.
В Сингапуре было построено здание в форме песчаного краулера.